# أجرتلا
أجرتلا (Agartala) هي عاصمة ولاية تريبورة الهندية، وكذلك ثاني أكبر مدينة في شمال شرق الهند بعد جواهاتي، سواء في مساحة المنطقة أو السكان. المدينة هي مقر حكومة ولاية ترِيبُورة. أجرتلا هي واحدة من أسرع المدن النامية في الهند.
أجرتلا هي كلمة مكونة من كلمتين هما «أجار»، وهو نوع من الأشجار العطرية الدهنية القيمة، وكلمة «تالا» أي مخزن. المدينة يحكمها مؤسسة بلدية أجرتلا. تقع أجرتلا على ضفة نهر هاورا، وتقع على بعد 2 كم من الحدود مع بنغلاديش. أجرتلا هي عبارة الهند الدولية الثالثة بعد تلك الموجودة في مومباي وتشيناي.

## المناخ
| البيانات المناخية لـAgartala                                                            | البيانات المناخية لـAgartala | البيانات المناخية لـAgartala | البيانات المناخية لـAgartala | البيانات المناخية لـAgartala | البيانات المناخية لـAgartala | البيانات المناخية لـAgartala | البيانات المناخية لـAgartala | البيانات المناخية لـAgartala | البيانات المناخية لـAgartala | البيانات المناخية لـAgartala | البيانات المناخية لـAgartala | البيانات المناخية لـAgartala | البيانات المناخية لـAgartala |
| الشهر                                                                                   | يناير                        | فبراير                       | مارس                         | أبريل                        | مايو                         | يونيو                        | يوليو                        | أغسطس                        | سبتمبر                       | أكتوبر                       | نوفمبر                       | ديسمبر                       | المعدل السنوي                |
| --------------------------------------------------------------------------------------- | ---------------------------- | ---------------------------- | ---------------------------- | ---------------------------- | ---------------------------- | ---------------------------- | ---------------------------- | ---------------------------- | ---------------------------- | ---------------------------- | ---------------------------- | ---------------------------- | ---------------------------- |
| الدرجة القصوى °م (°ف)                                                                   | 31.9 (89.4)                  | 35.1 (95.2)                  | 38.9 (102.0)                 | 41.5 (106.7)                 | 42.2 (108.0)                 | 40.2 (104.4)                 | 37.7 (99.9)                  | 36.4 (97.5)                  | 36.1 (97.0)                  | 38.2 (100.8)                 | 34.2 (93.6)                  | 33.1 (91.6)                  | 42.2 (108.0)                 |
| متوسط درجة الحرارة الكبرى °م (°ف)                                                       | 25.7 (78.3)                  | 28.5 (83.3)                  | 32.9 (91.2)                  | 34.2 (93.6)                  | 32.9 (91.2)                  | 31.5 (88.7)                  | 31.3 (88.3)                  | 31.5 (88.7)                  | 31.7 (89.1)                  | 30.9 (87.6)                  | 29.0 (84.2)                  | 26.4 (79.5)                  | 30.5 (87.0)                  |
| متوسط درجة الحرارة الصغرى °م (°ف)                                                       | 9.8 (49.6)                   | 13.1 (55.6)                  | 18.6 (65.5)                  | 22.3 (72.1)                  | 23.6 (74.5)                  | 24.5 (76.1)                  | 24.7 (76.5)                  | 24.6 (76.3)                  | 24.2 (75.6)                  | 22.0 (71.6)                  | 16.5 (61.7)                  | 11.1 (52.0)                  | 19.6 (67.3)                  |
| أدنى درجة حرارة °م (°ف)                                                                 | 3.5 (38.3)                   | 4.7 (40.5)                   | 9.4 (48.9)                   | 13.2 (55.8)                  | 16.1 (61.0)                  | 18.9 (66.0)                  | 21.2 (70.2)                  | 20.0 (68.0)                  | 20.0 (68.0)                  | 14.6 (58.3)                  | 9.2 (48.6)                   | 2.0 (35.6)                   | 2.0 (35.6)                   |
| الهطول مم (إنش)                                                                         | 9.1 (0.36)                   | 19.7 (0.78)                  | 59.0 (2.32)                  | 182.1 (7.17)                 | 316.4 (12.46)                | 455.3 (17.93)                | 385.8 (15.19)                | 312.8 (12.31)                | 224.8 (8.85)                 | 165.2 (6.50)                 | 40.0 (1.57)                  | 8.4 (0.33)                   | 2٬178٫6 (85.77)              |
| متوسط أيام هطول الأمطار                                                                 | 0.7                          | 1.7                          | 3.3                          | 7.8                          | 11.4                         | 17.4                         | 16.4                         | 16.4                         | 11.8                         | 7.3                          | 2.0                          | 0.3                          | 96.5                         |
| المصدر: دائرة الأرصاد الجوية (الهند) (Period 1951–1980, record high and low up to 2010) |                              |                              |                              |                              |                              |                              |                              |                              |                              |                              |                              |                              |                              |

## التركيبة السكانية
في الوقت الحاضر، تنقسم منطقة أجرتلا إلى 49 قسم، ومجموع السكان يبلغ 522,000،[بحاجة لمصدر] مما يجعلها ثاني أكبر المدن في المنطقة الشمالية الشرقية بعد جواهاتي. بناء على تعداد السكان الهندي عام 2011، بلغ عدد سكان أجرتلا 404,004 شخص. إجمالي عدد القادرين على القراءة والكتابة في المدينة 344,711، 175,170 هم من الذكور في حين 169,541 من الإناث. متوسط معدل محو الأمية في أجرتلا بلغ 94.45 في المئة. كان المعدل بالنسبة للذكور والإناث 96.16 و 92.75% على الترتيب. نسبة الجنس في المنطقة 999 أنثى لكل 1000 من الذكور.

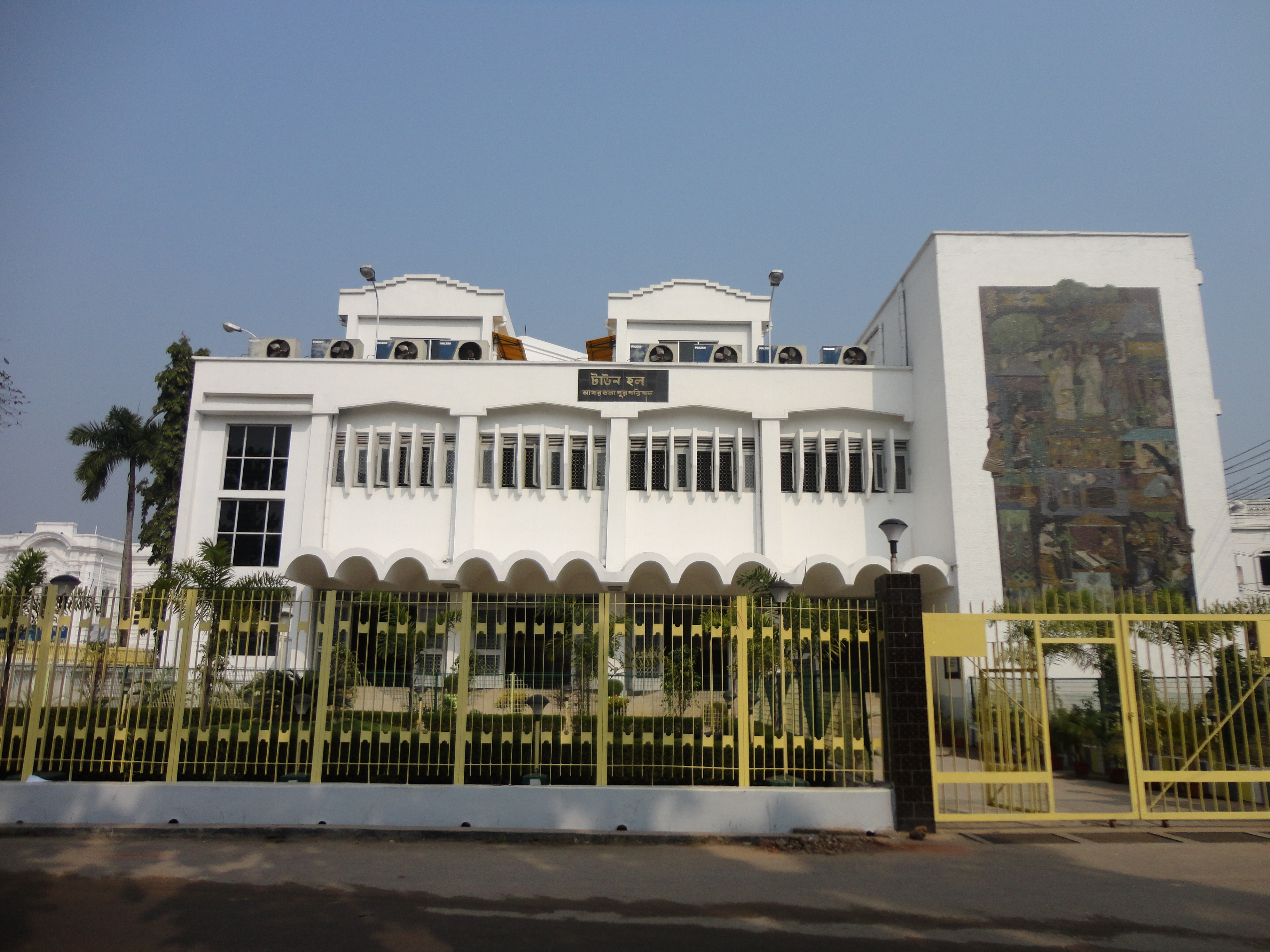
قاعة المدينة

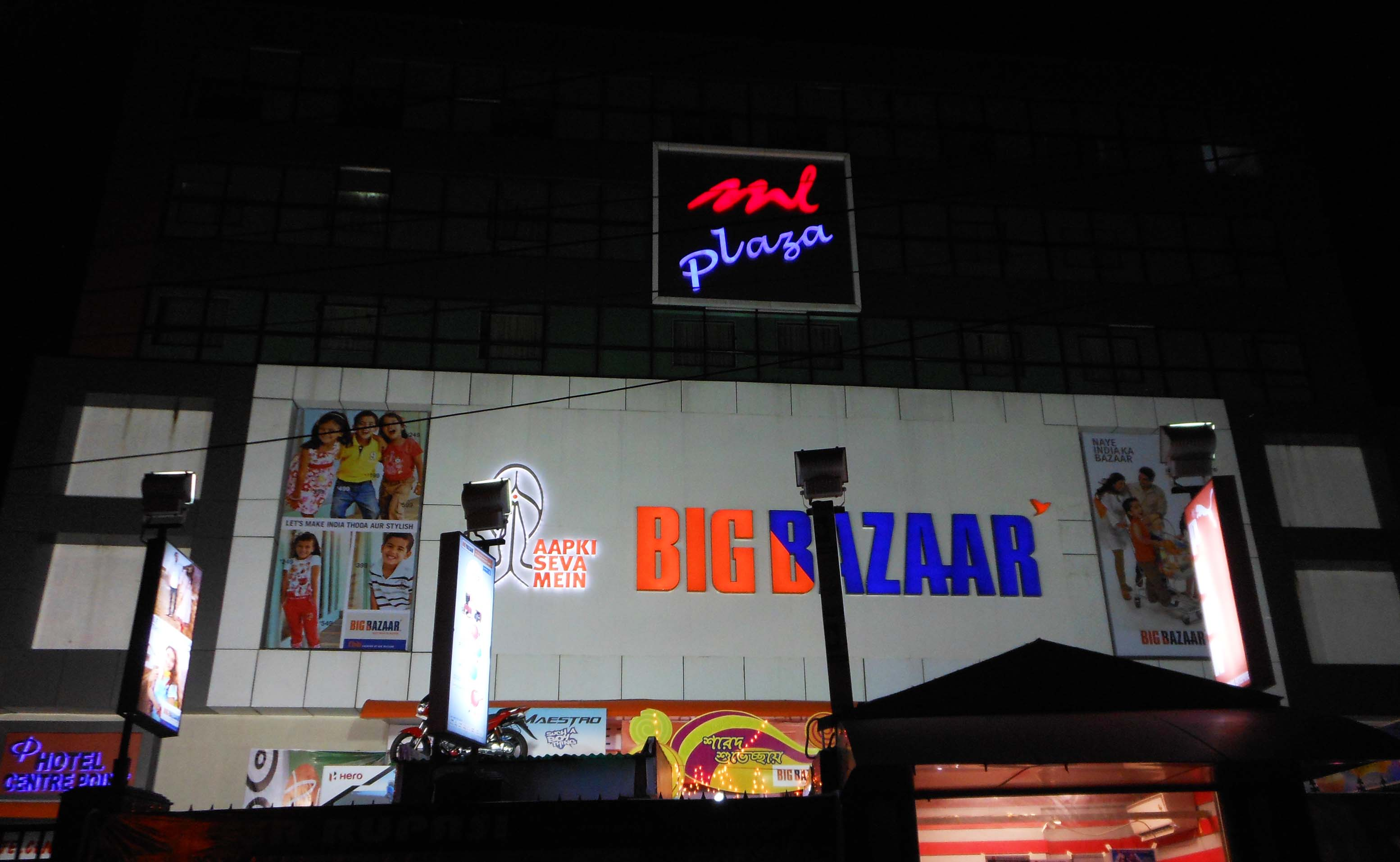
بازار كبير جنبا إلى جنب مع مول للتسوق

| الدين في أجارتالا | الدين في أجارتالا | الدين في أجارتالا | الدين في أجارتالا | الدين في أجارتالا |
| ----------------- | ----------------- | ----------------- | ----------------- | ----------------- |
| الدين             | الدين             |                   | النسبة المئوية    | النسبة المئوية    |
| هندوسية           | هندوسية           |                   | 94.09%            | 94.09%            |
| إسلام             | إسلام             |                   | 4.37%             | 4.37%             |
| مسيحية            | مسيحية            |                   | 0.99%             | 0.99%             |
| بوذية             | بوذية             |                   | 0.28%             | 0.28%             |
| أخرى              | أخرى              |                   | 0.27%             | 0.27%             |

| العام | السكان  | المنطقة               |
| ----- | ------- | --------------------- |
| 1901  | 6,415   | 3 ميل مربع (7.8 كـم2) |
| 1911  | 6,831   | 3 ميل مربع (7.8 كـم2) |
| 1921  | 7,743   | 3 ميل مربع (7.8 كـم2) |
| 1931  | 9580    | 3 ميل مربع (7.8 كـم2) |
| 1941  | 17,693  | 3 ميل مربع (7.8 كـم2) |
| 1951  | 42,595  | 3 ميل مربع (7.8 كـم2) |
| 1961  | 54,878  | 3 ميل مربع (7.8 كـم2) |
| 1971  | 100,264 | 3 ميل مربع (7.8 كـم2) |
| 1981  | 132,186 | 10.94 كم2             |
| 1991  | 157,358 | 15.81 كم2             |
| 2001  | 188,540 | 16.02 كم2             |
| 2004  | 367,822 | 58.84 كم2             |
| 2011  | 404,004 | 58.84 كم2             |
| 2013  | 438,408 | 76.504 كم2            |

## التعليم

### الجامعات
- جامعة ترِيبُورة - جامعة مركزية
- جامعة ICFAI، ترِيبُورة
- جامعة المهراجا بير بيكرام
- المعهد الوطني للتكنولوجيا بأجرتلا

### الكليات
- كلية المهراجا بير بيكرام
- كلية بير بيكرام التذكارية
- كلية المرأة، أجرتلا
- كلية الصليب المقدس، أجرتلا
- تكنو الهند، أجرتلا
- المعهد الوطني للتكنولوجيا، أجرتلا
- معهد التكنولوجيا بترِيبُورة
- كلية الزراعة، ترِيبُورة
- كلية المصايد
- كلية العلوم والتكنولوجيا

- كلية الطب الحكومية

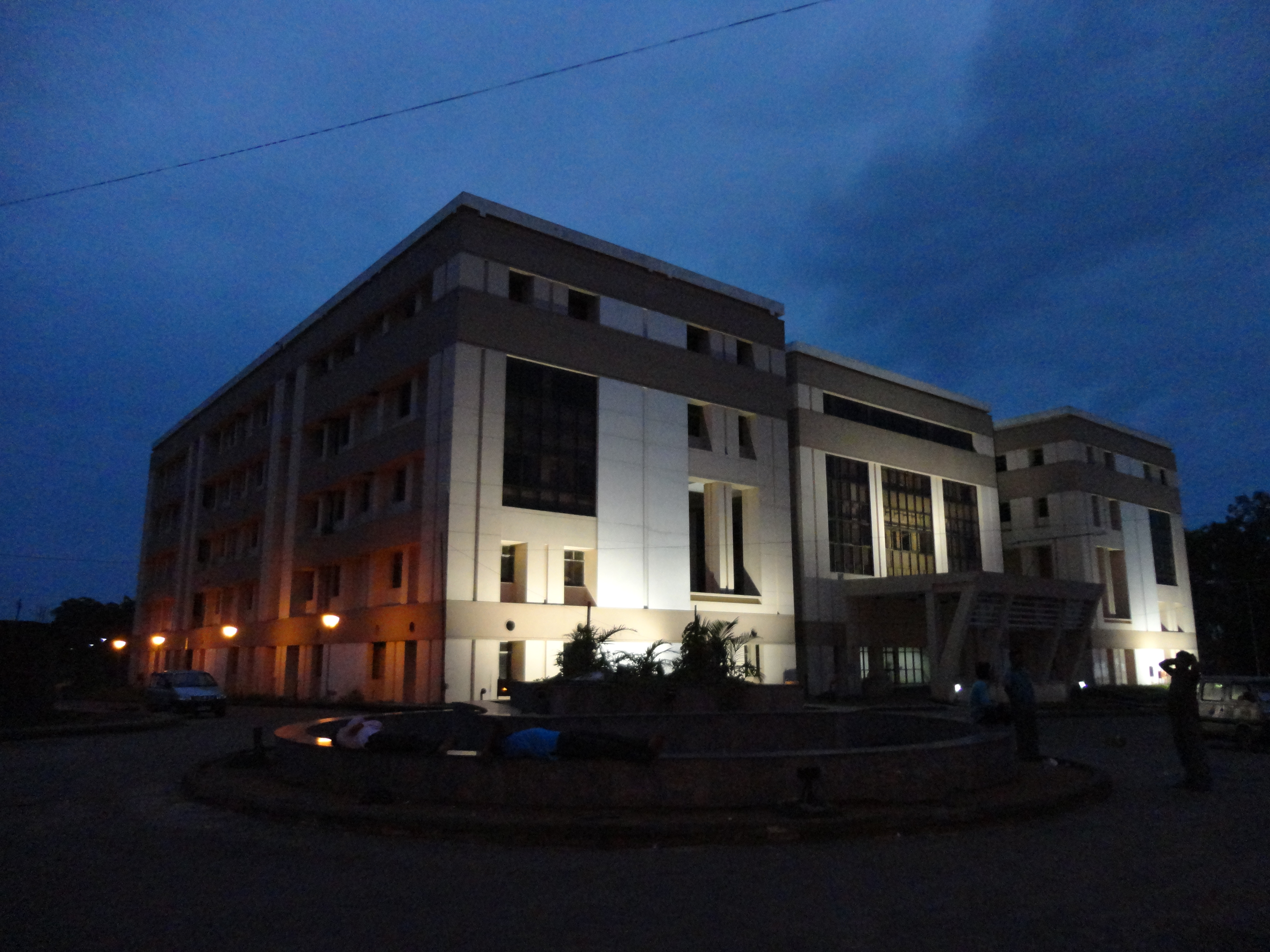
المبنى الرئيسي لكلية الطب الحكومية

- معهد العلوم الصيدلانية والتكنولوجيا الإقليمي (RIPSAT), Abhoynagar
- كلية العلوم البيطرية والحيوانية (R K Nagar)
- معهد علوم التمريض
- كلية التمريض بترِيبُورة

## وصلات خارجية
- مؤسسة بلدية أجرتلا